# (73618) 2458 T-3
(73618) 2458 T-3 – planetoida z pasa głównego asteroid okrążająca Słońce w ciągu 5,25 lat w średniej odległości 3,02 j.a. Odkryta 16 października 1977 roku.